# Бемстербур, Деннис
Деннис Бемстербур (нидерл. Dennis Beemsterboer, род. 13 ноября 1982) — голландский спортсмен, гребец, призёр чемпионата мира по академической гребле 2007, 2008 года в лёгком весе.

## Биография
Деннис Бемстербур родился 13 ноября 1982 года в городе Хогкарспеле, Северная Голландия. С детства занимался теннисом. В 2001 году переехал в Гронинген. Поступил в Гронингенский университет, где изучал бизнес-администрирование. Профессиональную карьеру гребца начал с 2004 года. Тренировался на базе клуба «A.G.S.R. Gyas» в Гронингене. Женат на Сьюзан ван Реймерсдал (нидерл. Susan van Reymersdal). 31 января 2017 года у пары родился сын — Блек Бемстербур (нидерл. Blake Beemsterboer).
Первым соревнованием международного уровня, в котором Бемстербур принял участие, был III этап кубка мира по академической гребле 2005 года, проходивший в Люцерне, Швейцария. С результатом 06:00.460 в заплыве восьмёрок с рулевым голландские гребцы заняли четвёртое место, где войти в тройку лидеров им помешали соперники из Японии (05:58.000 — 3-е место).
Первая и единственная на данный момент золотая медаль в карьере Бемстербура была добыта на чемпионате мира по академической гребле 2007 года, что проходил в Мюнхене, Германия. С результатом 05:42.060 в заплыве восьмёрок с рулевым в лёгком весе голландские гребцы заняли первое место, оставив позади соперников из Германии (05:44.520 — 2-е место) и Италии (05:46.330 — 3-е место).
Следующую медаль Бемстербур добыл во время чемпионата мира по академической гребле 2008 года в австрийском городе — Линц. В финальном заплыве восьмёрок с рулевым в лёгком весе голландские гребцы (Бемстербур, Колтхоф, Баухёйсен, де Грот, Брёйл, ван дер Слёйс, Тромп, де Бур, ден Дрейвер) заняли третье место (05:52.370), уступив первенство командам из Германии (05:51.690 — 2-е место) и США (05:50.290 — 1-е место).